# Temporada 2025 de Eurocup-3
La temporada 2025 de Eurocup-3 es la tercera edición de dicha competición. Comenzó el 17 de mayo en Spielberg y finalizará el 16 de noviembre en Barcelona. Esta temporada consiste en un calendario de ocho rondas, y como novedad se introdujeron tres rondas previas disputadas en febrero y marzo a modo de «Winter Series».
Maciej Gładysz fue el campeón de la Winter Series, mientras que MP Motorsport ganó el Campeonato de Equipos.

## Winter Series

### Equipos y pilotos
| Equipo                               | N.º | Piloto                   | Estado | Carreras |
| ------------------------------------ | --- | ------------------------ | ------ | -------- |
| Campos Racing Griffin Core by Campos | 2   | Francisco Macedo         | N      | Todas    |
| Campos Racing Griffin Core by Campos | 8   | Nikola Tsolov            |        | 1        |
| Campos Racing Griffin Core by Campos | 8   | Enzo Tarnvanichkul       | N      | 2-3      |
| Campos Racing Griffin Core by Campos | 24  | Tasanapol Inthraphuvasak |        | 1        |
| Campos Racing Griffin Core by Campos | 24  | Lucas Fluxá              | N      | 2        |
| Campos Racing Griffin Core by Campos | 24  | Ernesto Rivera           | N I    | 3        |
| Campos Racing Griffin Core by Campos | 27  | Jesse Carrasquedo Jr.    |        | Todas    |
| Campos Racing Griffin Core by Campos | 37  | Kacper Sztuka            |        | 1-2      |
| Campos Racing Griffin Core by Campos | 37  | Lucas Fluxá              | N      | 3        |
| Campos Racing Griffin Core by Campos | 83  | Jules Caranta            | N      | Todas    |
| Palou Motorsport Sparco Palou MS     | 3   | Ádám Hideg               | N      | Todas    |
| Palou Motorsport Sparco Palou MS     | 5   | Luciano Morano           |        | Todas    |
| Palou Motorsport Sparco Palou MS     | 6   | Zack Scoular             |        | 2-3      |
| Palou Motorsport Sparco Palou MS     | 23  | Alceu Feldmann Neto      | N      | Todas    |
| Palou Motorsport Sparco Palou MS     | 26  | Isaac Barashi            |        | Todas    |
| Palou Motorsport Sparco Palou MS     | 48  | James Egozi              | N      | Todas    |
| Drivex                               | 4   | Juan Cota                | N      | 1-2      |
| Drivex                               | 11  | Oscar Wurz               | N      | Todas    |
| Drivex                               | 17  | Lenny Ried               | N      | Todas    |
| Drivex                               | 21  | Victoria Blokhina        |        | 1-2      |
| Drivex                               | 25  | Preston Lambert          | N      | Todas    |
| MP Motorsport KCL by MP Motorsport   | 7   | Maciej Gładysz           | N      | Todas    |
| MP Motorsport KCL by MP Motorsport   | 12  | Alexander Abkhazava      |        | Todas    |
| MP Motorsport KCL by MP Motorsport   | 18  | Matheus Comparatto       | N      | 1        |
| MP Motorsport KCL by MP Motorsport   | 33  | Andrés Cárdenas          | N      | Todas    |
| MP Motorsport KCL by MP Motorsport   | 55  | Valerio Rinicella        |        | 2-3      |
| MP Motorsport KCL by MP Motorsport   | 71  | Mattia Colnaghi          | N      | Todas    |
| MP Motorsport KCL by MP Motorsport   | 77  | Emerson Fittipaldi Jr.   |        | Todas    |
| MP Motorsport KCL by MP Motorsport   | 87  | Kai Daryanani            | N I    | 3        |
| Saintéloc Racing                     | 10  | Lorenzo Castillo         | N      | Todas    |
| Saintéloc Racing                     | 18  | Garrett Berry            |        | 2        |
| Allay Racing                         | 43  | Emil Hellberg            | N      | Todas    |
| Allay Racing                         | 46  | Linus Hellberg           | N      | Todas    |
| GRS Team                             | 88  | Cristian Cantú           | N      | 1-2      |
| GRS Team                             | 88  | Yani Stevenheydens       | N      | 3        |
| Fuente:                              |     |                          |        |          |

| Icono | Estado   |
| ----- | -------- |
| N     | Novato   |
| I     | Invitado |

### Calendario
| Ronda   | Ronda | Circuito                                     | Fecha         |
| ------- | ----- | -------------------------------------------- | ------------- |
| 1       | C1    | Circuito de Jerez, Jerez de la Frontera      | 8 de febrero  |
| 1       | C2    | Circuito de Jerez, Jerez de la Frontera      | 8 de febrero  |
| 1       | C3    | Circuito de Jerez, Jerez de la Frontera      | 9 de febrero  |
| 2       | C1    | Autódromo Internacional do Algarve, Portimão | 22 de febrero |
| 2       | C2    | Autódromo Internacional do Algarve, Portimão | 22 de febrero |
| 2       | C3    | Autódromo Internacional do Algarve, Portimão | 23 de febrero |
| 3       | C1    | MotorLand Aragón, Alcañiz                    | 29 de marzo   |
| 3       | C2    | MotorLand Aragón, Alcañiz                    | 30 de marzo   |
| Fuente: |       |                                              |               |

### Resultados
| Ronda | Ronda | Ronda                | Pole Position     | Vuelta rápida     | Piloto ganador    | Escudería ganadora   | Novato ganador  |
| ----- | ----- | -------------------- | ----------------- | ----------------- | ----------------- | -------------------- | --------------- |
| 1     | C1    | Jerez de la Frontera | Mattia Colnaghi   | Mattia Colnaghi   | Mattia Colnaghi   | MP Motorsport        | Mattia Colnaghi |
| 1     | C2    | Jerez de la Frontera |                   | Jules Caranta     | Andrés Cárdenas   | MP Motorsport        | Andrés Cárdenas |
| 1     | C3    | Jerez de la Frontera | Maciej Gładysz    | Kacper Sztuka     | Maciej Gładysz    | KCL by MP Motorsport | Maciej Gładysz  |
| 2     | C1    | Portimão             | Valerio Rinicella | Valerio Rinicella | Valerio Rinicella | MP Motorsport        | Maciej Gładysz  |
| 2     | C2    | Portimão             |                   | James Egozi       | James Egozi       | Palou Motorsport     | James Egozi     |
| 2     | C3    | Portimão             | Valerio Rinicella | Valerio Rinicella | Mattia Colnaghi   | MP Motorsport        | Mattia Colnaghi |
| 3     | C1    | Aragón               | Maciej Gładysz    | Maciej Gładysz    | Maciej Gładysz    | KCL by MP Motorsport | Maciej Gładysz  |
| 3     | C2    | Aragón               | James Egozi       | Valerio Rinicella | James Egozi       | Palou Motorsport     | James Egozi     |

### Clasificaciones

#### Puntuaciones
Rondas 1 y 3
| Posición | 1.º | 2.º | 3.º | 4.º | 5.º | 6.º | 7.º | 8.º | 9.º | 10.º | Pole | VR |
| Puntos   | 25  | 18  | 15  | 12  | 10  | 8   | 6   | 4   | 2   | 1    | 2    | 1  |

Ronda 2
| Posición | 1.º | 2.º | 3.º | 4.º | 5.º | 6.º | 7.º | 8.º | 9.º | VR |
| Puntos   | 18  | 15  | 12  | 10  | 8   | 6   | 4   | 2   | 1   | 1  |

#### Campeonato de Pilotos
| Pos.                                         | Piloto                   | JER | JER | JER | POR | POR | POR | ARA | ARA | Puntos |
| -------------------------------------------- | ------------------------ | --- | --- | --- | --- | --- | --- | --- | --- | ------ |
| 1                                            | Maciej Gładysz           | 3   | 9   | 1   | 2   | 5   | 26† | 1   | 2   | 115    |
| 2                                            | Mattia Colnaghi          | 1   | 7   | 3   | 5   | 2   | 1   | 24  | 13  | 97     |
| 3                                            | James Egozi              | 2   | 6   | 9   | 12  | 1   | 4   | 10  | 1   | 88     |
| 4                                            | Andrés Cárdenas          | 6   | 1   | 12  | 3   | 7   | 7   | 4   | 3   | 78     |
| 5                                            | Valerio Rinicella        |     |     |     | 1   | 3   | 2   | 13  | 7   | 70     |
| 6                                            | Emerson Fittipaldi Jr.   | 8   | 3   | 6   | 8   | 9   | 5   | 3   | Ret | 54     |
| 7                                            | Jules Caranta            | 7   | 10  | 2   | 10  | 6   | 11  | 7   | 8   | 46     |
| 8                                            | Jesse Carrasquedo Jr.    | Ret | 8   | 5   | 16  | 24† | 13  | 2   | 4   | 42     |
| 9                                            | Lucas Fluxá              |     |     |     | 7   | 21  | 6   | 6   | 9   | 28     |
| 10                                           | Juan Cota                | 5   | 2   | 15  | 17  | 8   | 14  |     |     | 27     |
| 11                                           | Kacper Sztuka            | 9   | 5   | 10  | 11  | Ret | 3   |     |     | 27     |
| 12                                           | Nikola Tsolov            | 4   | 4   | Ret |     |     |     |     |     | 22     |
| 13                                           | Enzo Tarnvanichkul       |     |     |     | 6   | 19  | 8   | 12  | 6   | 22     |
| 14                                           | Oscar Wurz               | 10  | 11  | 7   | 9   | 4   | 12  | 15  | 12  | 19     |
| 15                                           | Alexander Abkhazava      | 18  | 24† | 8   | 4   | 11  | 9   | 11  | 19  | 19     |
| 16                                           | Tasanapol Inthraphuvasak | 11  | 12  | 4   |     |     |     |     |     | 12     |
| 17                                           | Luciano Morano           | 14  | 16  | 16  | 14  | 12  | 17  | 8   | 15  | 6      |
| 18                                           | Preston Lambert          | 17  | Ret | 11  | Ret | 10  | 15  | 9   | 16  | 4      |
| 19                                           | Ádám Hideg               | 13  | 17  | Ret | 13  | 13  | 16  | 14  | 10  | 2      |
| 20                                           | Garrett Berry            |     |     |     | DSQ | DSQ | 10  |     |     | 1      |
| 21                                           | Yani Stevenheydens       |     |     |     |     |     |     | 17  | 11  | 1      |
| 22                                           | Lenny Ried               | 12  | 15  | Ret | 21† | 22  | 24  | 21  | 14  | 0      |
| 23                                           | Francisco Macedo         | 16  | 13  | 13  | Ret | Ret | WD  | 25† | 24  | 0      |
| 24                                           | Isaac Barashi            | 23  | 14  | 14  | Ret | 14  | 18  | 23  | 25† | 0      |
| 25                                           | Lorenzo Castillo         | 15  | 18  | 19  | 15  | 15  | 20  | 19  | 17  | 0      |
| 26                                           | Zack Scoular             |     |     |     | 22  | 16  | 23  | Ret | 22  | 0      |
| 27                                           | Emil Hellberg            | 21  | 22  | 17  | 18  | 17  | 21  | 20  | 20  | 0      |
| 28                                           | Linus Hellberg           | DNS | 20  | Ret | 19  | 18  | 22  | 18  | 18  | 0      |
| 29                                           | Cristian Cantú           | 19  | 19  | 18  | Ret | 20  | 19  |     |     | 0      |
| 30                                           | Alceu Feldmann Neto      | 22  | 23  | 20  | 20  | 23  | 25  | 22  | 23  | 0      |
| 31                                           | Victoria Blokhina        | 20  | 21  | 21  | WD  | WD  | WD  |     |     | 0      |
| NC                                           | Matheus Comparatto       | WD  | WD  | WD  |     |     |     |     |     | 0      |
| Pilotos invitados no aptos para sumar puntos |                          |     |     |     |     |     |     |     |     |        |
|                                              | Ernesto Rivera           |     |     |     |     |     |     | 5   | 5   |        |
|                                              | Kai Daryanani            |     |     |     |     |     |     | 16  | 21  |        |
| Pos.                                         | Piloto                   | JER | JER | JER | POR | POR | POR | ARA | ARA | Puntos |

| Color     | Resultado                                                               |
| --------- | ----------------------------------------------------------------------- |
| Oro       | Ganador                                                                 |
| Plata     | 2.ª plaza                                                               |
| Bronce    | 3.ª plaza                                                               |
| Verde     | Finalizó en los puntos                                                  |
| Azul      | Finalizó sin puntos                                                     |
| Azul      | NC - No clasificado                                                     |
| Violeta   | Ret - No terminó (Carrera)                                              |
| Rojo      | DNQ - No se clasificó                                                   |
| Negro     | DSQ - Descalificado                                                     |
| Blanco    | DNS - No empezó (carrera)                                               |
| Blanco    | WD - Retirado (fin de semana)                                           |
| Blanco    | C - Carrera cancelada                                                   |
| Sin color | DNP - Inscrito pero no participó                                        |
| Sin color | INJ - Lesionado                                                         |
| Sin color | EX - Excluido                                                           |
| Estado    | Resultado                                                               |
| Negrita   | Pole position                                                           |
| Cursiva   | Vuelta rápida                                                           |
| †         | Abandona, pero clasifica al completar el porcentaje requerido para ello |

| Novato |

#### Campeonato de Equipos
| Pos. | Equipo                 | Puntos |
| ---- | ---------------------- | ------ |
| 1    | MP Motorsport          | 250    |
| 2    | Campos Racing          | 115    |
| 3    | KCL by MP Motorsport   | 111    |
| 4    | Palou Motorsport       | 90     |
| 5    | Griffin Core by Campos | 83     |
| 6    | Drivex                 | 50     |
| 7    | Sparco Palou MS        | 2      |
| 8    | Saintéloc Racing       | 1      |
| 9    | GRS Team               | 1      |
| 10   | Allay Racing           | 0      |

## Eurocup-3

### Equipos y pilotos
| Equipo                               | N.º               | Piloto                 | Estado | Carreras |
| ------------------------------------ | ----------------- | ---------------------- | ------ | -------- |
| Campos Racing Griffin Core by Campos | 2                 | Francisco Macedo       | N      | 1-5      |
| Campos Racing Griffin Core by Campos | 8                 | Enzo Tarnvanichkul     | N      | 1-5      |
| Campos Racing Griffin Core by Campos | 24                | Ernesto Rivera         | N      | 1-5      |
| Campos Racing Griffin Core by Campos | 27                | Jesse Carrasquedo Jr.  |        | 1-5      |
| Campos Racing Griffin Core by Campos | 37                | Kacper Sztuka          |        | 1-5      |
| Campos Racing Griffin Core by Campos | 83                | Jules Caranta          | N      | 1-5      |
| Palou Motorsport Sparco Palou MS     | 3                 | Lenny Ried             | N      | 1-5      |
| Palou Motorsport Sparco Palou MS     | 5                 | Luciano Morano         |        | 1-5      |
| Palou Motorsport Sparco Palou MS     | 6                 | Zack Scoular           | N      | 1-5      |
| Palou Motorsport Sparco Palou MS     | 23                | Alceu Feldmann Neto    | N      | 1-5      |
| Palou Motorsport Sparco Palou MS     | 26                | Isaac Barashi          |        | 1-5      |
| Palou Motorsport Sparco Palou MS     | 48                | James Egozi            | N      | 1-5      |
| Palou Motorsport Sparco Palou MS     | Ádám Hideg        |                        |        |          |
| Drivex                               | 4                 | Alessandro Famularo    |        | 1-5      |
| Drivex                               | 11                | Oscar Wurz             | N      | 1-5      |
| Drivex                               | 17                | Edu Robinson           | N      | 2        |
| Drivex                               | 17                | Owen Tangavelou        |        | 3        |
| Drivex                               | 17                | Lucas Fluxá            | N      | 5        |
| Drivex                               | 17                | Wiktor Dobrzański      | N      | 4        |
| Drivex                               | 21                | Wiktor Dobrzański      | N      | 1        |
| Drivex                               | 21                | Cristian Cantú         | N      | 2-4      |
| Drivex                               | 21                | Filippo Fiorentino     | N      | 5        |
| Drivex                               | 25                | Preston Lambert        | N      | 1-4      |
| Drivex                               | Victoria Blokhina |                        |        |          |
| MP Motorsport KCL by MP              | 7                 | Maciej Gładysz         | N      | 1-5      |
| MP Motorsport KCL by MP              | 12                | Alexander Abkhazava    |        | 1-5      |
| MP Motorsport KCL by MP              | 33                | Andrés Cárdenas        | N      | 1-5      |
| MP Motorsport KCL by MP              | 55                | Valerio Rinicella      |        | 1-5      |
| MP Motorsport KCL by MP              | 71                | Mattia Colnaghi        | N      | 1-5      |
| MP Motorsport KCL by MP              | 77                | Emerson Fittipaldi Jr. |        | 1-5      |
| MP Motorsport KCL by MP              | 87                | Juan Cota              | N      | 1, 4     |
| MP Motorsport KCL by MP              | 87                | Kai Daryanani          |        | 2-3, 5   |
| Saintéloc Racing                     | 10                | Lorenzo Castillo       | N      | 1-5      |
| Saintéloc Racing                     | 18                | Garrett Berry          |        | 1-5      |
| Saintéloc Racing                     | 19                | Theodor Jensen         |        | 2        |
| Allay Racing                         | 41                | Owen Tangavelou        |        | 4        |
| Allay Racing                         | 41                | Michael Belov          |        | 5        |
| Allay Racing                         | 43                | Emil Hellberg          | N      | 1-5      |
| Allay Racing                         | 46                | Linus Hellberg         | N      | 1-5      |
| GRS Team                             | 74                | Yani Stevenheydens     | N      | 1-3      |
| Fuente:                              |                   |                        |        |          |

| Icono | Estado |
| ----- | ------ |
| N     | Novato |

### Calendario
| Ronda    | Ronda | Circuito                                     | Fecha               |
| -------- | ----- | -------------------------------------------- | ------------------- |
| 1        | C1    | Red Bull Ring, Spielberg                     | 17 de mayo          |
| 1        | C2    | Red Bull Ring, Spielberg                     | 18 de mayo          |
| 2        | C1    | Autódromo Internacional do Algarve, Portimão | 7 de junio          |
| 2        | C2    | Autódromo Internacional do Algarve, Portimão | 7 de junio          |
| 2        | C3    | Autódromo Internacional do Algarve, Portimão | 8 de junio          |
| 3        | C1    | Circuito Paul Ricard, Le Castellet           | 21 de junio         |
| 3        | C2    | Circuito Paul Ricard, Le Castellet           | 21 de junio         |
| 3        | C3    | Circuito Paul Ricard, Le Castellet           | 22 de junio         |
| 4        | C1    | Autodromo Nazionale di Monza, Monza          | 5 de julio          |
| 4        | C2    | Autodromo Nazionale di Monza, Monza          | 6 de julio          |
| 5        | C1    | Circuito de Assen, Assen                     | 9 de agosto         |
| 5        | C2    | Circuito de Assen, Assen                     | 10 de agosto        |
| 6        | C1    | Circuito de Spa-Francorchamps, Francorchamps | 4-5 de septiembre   |
| 6        | C2    | Circuito de Spa-Francorchamps, Francorchamps | 4-5 de septiembre   |
| 7        | C1    | Circuito de Jerez, Jerez de la Frontera      | 19-21 de septiembre |
| 7        | C2    | Circuito de Jerez, Jerez de la Frontera      | 19-21 de septiembre |
| 8        | C1    | Circuito de Barcelona-Cataluña, Montmeló     | 14-16 de noviembre  |
| 8        | C2    | Circuito de Barcelona-Cataluña, Montmeló     | 14-16 de noviembre  |
| Fuentes: |       |                                              |                     |

### Resultados
| Ronda | Ronda | Ronda                | Pole Position         | Vuelta rápida         | Piloto ganador        | Escudería ganadora     | Novato ganador   |
| ----- | ----- | -------------------- | --------------------- | --------------------- | --------------------- | ---------------------- | ---------------- |
| 1     | C1    | Spielberg            | Mattia Colnaghi       | Mattia Colnaghi       | Mattia Colnaghi       | MP Motorsport          | Mattia Colnaghi  |
| 1     | C2    | Spielberg            | Jules Caranta         | Mattia Colnaghi       | Maciej Gładysz        | MP Motorsport          | Maciej Gładysz   |
| 2     | C1    | Portimão             | Kacper Sztuka         | Jesse Carrasquedo Jr. | Jesse Carrasquedo Jr. | Campos Racing          | Ernesto Rivera   |
| 2     | C2    | Portimão             |                       | Kacper Sztuka         | James Egozi           | Palou Motorsport       | James Egozi      |
| 2     | C3    | Portimão             | Jesse Carrasquedo Jr. | Jesse Carrasquedo Jr. | Ernesto Rivera        | Campos Racing          | Ernesto Rivera   |
| 3     | C1    | Le Castellet         | Ernesto Rivera        | Ernesto Rivera        | Mattia Colnaghi       | MP Motorsport          | Mattia Colnaghi  |
| 3     | C2    | Le Castellet         |                       | Mattia Colnaghi       | Garrett Berry         | Saintéloc Racing       | Francisco Macedo |
| 3     | C3    | Le Castellet         | Jesse Carrasquedo Jr. | Francisco Macedo      | Kacper Sztuka         | Griffin Core by Campos | Ernesto Rivera   |
| 4     | C1    | Monza                | Ernesto Rivera        | James Egozi           | Ernesto Rivera        | Campos Racing          | Ernesto Rivera   |
| 4     | C2    | Monza                | Jules Caranta         | Valerio Rinicella     | Mattia Colnaghi       | MP Motorsport          | Mattia Colnaghi  |
| 5     | C1    | Assen                | Mattia Colnaghi       | Valerio Rinicella     | Valerio Rinicella     | MP Motorsport          | Mattia Colnaghi  |
| 5     | C2    | Assen                | Mattia Colnaghi       | Mattia Colnaghi       | Mattia Colnaghi       | MP Motorsport          | Mattia Colnaghi  |
| 6     | C1    | Spa-Francorchamps    |                       |                       |                       |                        |                  |
| 6     | C2    | Spa-Francorchamps    |                       |                       |                       |                        |                  |
| 7     | C1    | Jerez de la Frontera |                       |                       |                       |                        |                  |
| 7     | C2    | Jerez de la Frontera |                       |                       |                       |                        |                  |
| 8     | C1    | Barcelona            |                       |                       |                       |                        |                  |
| 8     | C2    | Barcelona            |                       |                       |                       |                        |                  |

### Clasificaciones

#### Puntuaciones
Carreras 1 y 2
| Posición | 1.º | 2.º | 3.º | 4.º | 5.º | 6.º | 7.º | 8.º | 9.º | 10.º | Pole | VR |
| Puntos   | 25  | 18  | 15  | 12  | 10  | 8   | 6   | 4   | 2   | 1    | 2    | 1  |

Carrera sprint (Portimão y Le Castellet)
| Posición | 1.º | 2.º | 3.º | 4.º | 5.º | 6.º | 7.º | 8.º | 9.º | 10.º | VR |
| Puntos   | 10  | 9   | 8   | 7   | 6   | 5   | 4   | 3   | 2   | 1    | 1  |

#### Campeonato de Pilotos
| Pos. | Piloto                 | SPI | SPI | POR | POR | POR | LEC | LEC | LEC | MNZ | MNZ | ASS | ASS | SPA | SPA | JER | JER | BAR | BAR | Puntos |
| ---- | ---------------------- | --- | --- | --- | --- | --- | --- | --- | --- | --- | --- | --- | --- | --- | --- | --- | --- | --- | --- | ------ |
| 1    | Mattia Colnaghi        | 1   | 2   | 21  | 5   | 7   | 1   | 7   | 5   | 6   | 1   | 3   | 1   |     |     |     |     |     |     | 177    |
| 2    | Valerio Rinicella      | 6   | 4   | 5   | 3   | 5   | 2   | 5   | 2   | 3   | 2   | 1   | 3   |     |     |     |     |     |     | 165    |
| 3    | Ernesto Rivera         | 3   | 6   | 2   | 26  | 1   | 4   | 8   | 3   | 1   | 5   | 13  | 17  |     |     |     |     |     |     | 136    |
| 4    | Kacper Sztuka          | 2   | 5   | 3   | 25  | 3   | 3   | 10  | 1   | Ret | 9   | 5   | 4   |     |     |     |     |     |     | 128    |
| 5    | Jesse Carrasquedo Jr.  | 11  | 7   | 1   | 6   | 28  | 5   | Ret | 4   | Ret | 6   | 6   | 6   |     |     |     |     |     |     | 86     |
| 6    | Maciej Gładysz         | 13  | 1   | 7   | 23  | 6   | 7   | 16  | 6   | 4   | 25  | 9   | 5   |     |     |     |     |     |     | 77     |
| 7    | James Egozi            | 5   | 10  | 6   | 1   | 8   | 16  | 4   | 7   | 8   | 4   | 7   | 7   |     |     |     |     |     |     | 75     |
| 8    | Jules Caranta          | 17  | 3   | 4   | 22  | 2   | 10  | 18  | 15  | 5   | 10  | 29† | 8   |     |     |     |     |     |     | 65     |
| 9    | Andrés Cárdenas        | 8   | 16  | 8   | 8   | 12  | 8   | 11  | 24  | 2   | 7   | 4   | 11  |     |     |     |     |     |     | 51     |
| 10   | Enzo Tarnvanichkul     | 9   | 14  | 22  | 9   | 4   | 6   | 6   | 12  | 17  | 3   | 10  | 21  |     |     |     |     |     |     | 45     |
| 11   | Garrett Berry          | 4   | 8   | Ret | 7   | 10  | 9   | 1   | 25  | Ret | 14  | 11  | 12  |     |     |     |     |     |     | 33     |
| 12   | Alexander Abkhazava    | 16  | 13  | Ret | 2   | 16  | Ret | 22  | 9   | 13  | 12  | 12  | 2   |     |     |     |     |     |     | 29     |
| 13   | Emerson Fittipaldi Jr. | 15  | 12  | 13  | 10  | 9   | 19  | 3   | 8   | 7   | 11  | 8   | 10  |     |     |     |     |     |     | 26     |
| 14   | Francisco Macedo       | 20  | 11  | 23  | 4   | Ret | 12  | 2   | 26  | 16  | 8   | 25  | 9   |     |     |     |     |     |     | 23     |
| 15   | Michael Belov          |     |     |     |     |     |     |     |     |     |     | 2   | Ret |     |     |     |     |     |     | 18     |
| 16   | Yani Stevenheydens     | 7   | 9   | 9   | 12  | 13  | WD  | WD  | WD  |     |     |     |     |     |     |     |     |     |     | 10     |
| 17   | Kai Daryanani          |     |     | 10  | Ret | 17  | 13  | 9   | DNS |     |     | 14  | 18  |     |     |     |     |     |     | 3      |
| 18   | Juan Cota              | 12  | 18  |     |     |     |     |     |     | 9   | 13  |     |     |     |     |     |     |     |     | 2      |
| 19   | Oscar Wurz             | 10  | 15  | 17  | Ret | 11  | Ret | 12  | 10  | 19† | 15  | 15  | 13  |     |     |     |     |     |     | 2      |
| 20   | Isaac Barashi          | Ret | 20  | 24  | 16  | 22  | 18  | 20  | 17  | 10  | 18  | 18  | 19  |     |     |     |     |     |     | 1      |
| 21   | Luciano Morano         | 14  | 17  | 11  | 11  | 14  | 11  | 15  | 13  | 18  | 21  | 17  | 14  |     |     |     |     |     |     | 0      |
| 22   | Owen Tangavelou        |     |     |     |     |     | Ret | 13  | 11  | 11  | Ret |     |     |     |     |     |     |     |     | 0      |
| 23   | Edu Robinson           |     |     | 12  | 15  | 21  |     |     |     |     |     |     |     |     |     |     |     |     |     | 0      |
| 24   | Lenny Ried             | 23  | 19  | Ret | 19  | 29  | Ret | 21  | 16  | 12  | 16  | 19  | Ret |     |     |     |     |     |     | 0      |
| 25   | Preston Lambert        | 19  | 21  | Ret | 13  | 18  | 23† | 14  | 14  | Ret | 20  | 21  | Ret |     |     |     |     |     |     | 0      |
| 26   | Cristian Cantú         |     |     | 15  | 14  | 23  | 22  | 23  | 20  | Ret | DNS |     |     |     |     |     |     |     |     | 0      |
| 27   | Alessandro Famularo    | 27  | 27  | 14  | 20  | 20  | 17  | Ret | 18  | 22† | 19  | 23  | 16  |     |     |     |     |     |     | 0      |
| 28   | Lorenzo Castillo       | 21  | 22  | 20  | 24  | 19  | 14  | 17  | Ret | 21† | 17  | 22  | 23  |     |     |     |     |     |     | 0      |
| 29   | Emil Hellberg          | 24  | 25  | 18  | Ret | 25  | 20  | 26  | 23  | 14  | 26  | 28  | 20  |     |     |     |     |     |     | 0      |
| 30   | Lucas Fluxá            |     |     |     |     |     |     |     |     |     |     | 16  | 15  |     |     |     |     |     |     | 0      |
| 31   | Zack Scoular           | 18  | 23  | 25  | 17  | 24  | 15  | 19  | 21  | 20† | 22  | 26  | 25  |     |     |     |     |     |     | 0      |
| 32   | Linus Hellberg         | 25  | Ret | 19  | 21  | 27  | 21  | 25  | 22  | 15  | 23  | 24  | 22  |     |     |     |     |     |     | 0      |
| 33   | Theodor Jensen         |     |     | Ret | Ret | 15  |     |     |     |     |     |     |     |     |     |     |     |     |     | 0      |
| 34   | Alceu Feldmann Neto    | 26  | 26  | 16  | 18  | 26  | Ret | 24  | 19  | Ret | 24  | 27  | 24  |     |     |     |     |     |     | 0      |
| 35   | Filippo Fiorentino     |     |     |     |     |     |     |     |     |     |     | 20  | 26† |     |     |     |     |     |     | 0      |
| 36   | Wiktor Dobrzański      | 22  | 24  |     |     |     |     |     |     | Ret | Ret |     |     |     |     |     |     |     |     | 0      |
| Pos. | Piloto                 | SPI | SPI | POR | POR | POR | LEC | LEC | LEC | MNZ | MNZ | ASS | ASS | SPA | SPA | JER | JER | BAR | BAR | Puntos |

| Color     | Resultado                                                               |
| --------- | ----------------------------------------------------------------------- |
| Oro       | Ganador                                                                 |
| Plata     | 2.ª plaza                                                               |
| Bronce    | 3.ª plaza                                                               |
| Verde     | Finalizó en los puntos                                                  |
| Azul      | Finalizó sin puntos                                                     |
| Azul      | NC - No clasificado                                                     |
| Violeta   | Ret - No terminó (Carrera)                                              |
| Rojo      | DNQ - No se clasificó                                                   |
| Negro     | DSQ - Descalificado                                                     |
| Blanco    | DNS - No empezó (carrera)                                               |
| Blanco    | WD - Retirado (fin de semana)                                           |
| Blanco    | C - Carrera cancelada                                                   |
| Sin color | DNP - Inscrito pero no participó                                        |
| Sin color | INJ - Lesionado                                                         |
| Sin color | EX - Excluido                                                           |
| Estado    | Resultado                                                               |
| Negrita   | Pole position                                                           |
| Cursiva   | Vuelta rápida                                                           |
| †         | Abandona, pero clasifica al completar el porcentaje requerido para ello |

| Novato |

#### Campeonato de Equipos
| Pos. | Equipo                 | Puntos |
| ---- | ---------------------- | ------ |
| 1    | MP Motorsport          | 368    |
| 2    | Griffin Core by Campos | 225    |
| 3    | Campos Racing          | 224    |
| 4    | Palou Motorsport       | 76     |
| 5    | KCL by MP              | 34     |
| 6    | Saintéloc Racing       | 33     |
| 7    | Allay Racing           | 18     |
| 8    | GRS Team               | 10     |
| 9    | Drivex                 | 2      |
| 9    | DRX                    | 0      |
| 11   | Sparco Palou MS        | 0      |

### Citas
1. 1 2  «Eurocup-3 announces calendar for 2025». Eurocup-3 (en inglés). 18 de noviembre de 2024. Consultado el 23 de mayo de 2025.
2. 1 2  «The Eurocup-3 Spanish Winter Championship is born and confirms its 2025 calendar». Eurocup-3 (en inglés). 4 de octubre de 2024. Consultado el 23 de mayo de 2025.
3. ↑  «Exclusive: Two new winter single-seater series coming to Europe in 2025». Feeder Series (en inglés). 30 de septiembre de 2024. Consultado el 23 de mayo de 2025.
4. ↑  Wood, Ida (30 de marzo de 2025). «MP's Maciej Gladysz crowned Eurocup-3 winter champion at Aragon». FormulaScout.com (en inglés). Consultado el 23 de mayo de 2025.
5. 1 2  «The Car». Eurocup-3 (en inglés). Consultado el 23 de mayo de 2025.
6. ↑  Wood, Ida (19 de noviembre de 2024). «Eurocup-3 to race at Assen in 2025». FormulaScout.com (en inglés). Consultado el 23 de mayo de 2025.